# Józef Sasak
Józef Roman Sasak (ur. 1 maja 1908 w Gliniku Mariampolskim – obecnie część Gorlic, zm. 5 maja 1984) – polski ślusarz i działacz partyjny, poseł na Sejm PRL IV kadencji.

## Życiorys

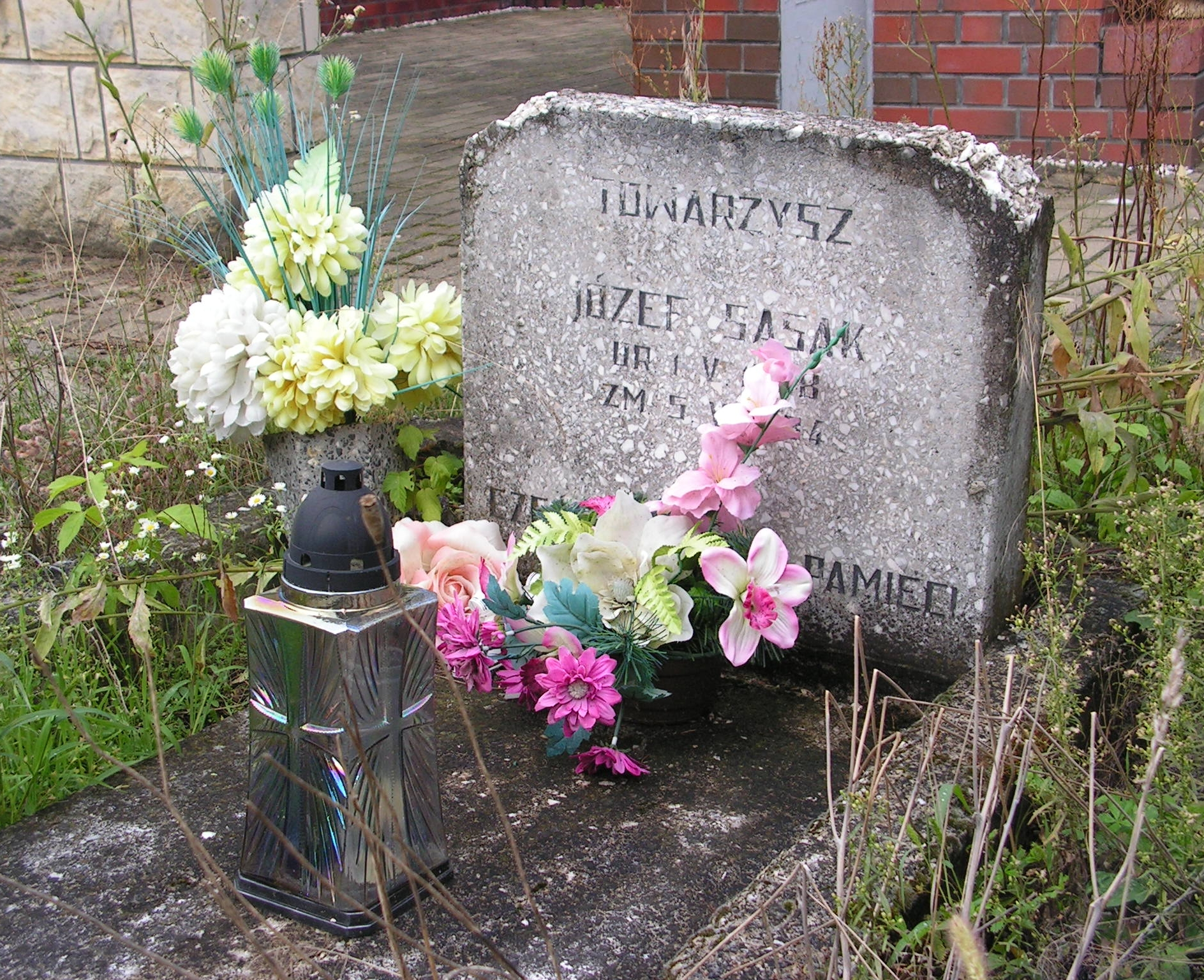
Grób Józefa Sasaka na cmentarzu komunalnym we Włocławku

Syn Wojciecha i Karoliny. Uzyskał wykształcenie podstawowe, z zawodu ślusarz. Zatrudniony na stanowisku mistrza warsztatów w Zakładach Celulozowo-Papierniczych we Włocławku, gdzie rozpoczął pracę w 1933. W 1945 wstąpił do Polskiej Partii Robotniczej, a w 1948 wraz z nią do Polskiej Zjednoczonej Partii Robotniczej. I sekretarz Komitetu Fabrycznego Zakładów Celulozowo-Papierniczych w latach 1950–1951 oraz 1956–1958, w latach 1952–1956 także członek egzekutywy KF. Był delegatem na III Zjazd PZPR w 1959 oraz członkiem egzekutywy Komitetu Miejskiego PZPR we Włocławku. Pełnił ponadto funkcje partyjne na szczeblu wojewódzkim, od lutego 1959 zasiadał w Komitecie Wojewódzkim PZPR w Bydgoszczy, w marcu 1962 został członkiem Wojewódzkiej Komisja Kontroli Partyjnej. W 1965 uzyskał mandat posła na Sejm PRL IV kadencji w okręgu Włocławek. W trakcie kadencji zasiadał w Komisji Leśnictwa i Przemysłu Drzewnego. Po reformie administracyjnej, od listopada 1975 zasiadał w WKKP KW PZPR we Włocławku.
Pochowany na Cmentarzu Komunalnym we Włocławku, w kwaterze 112Z/1/6, przeznaczonej dla działaczy komunistycznych.

## Odznaczenia
- Krzyż Kawalerski Orderu Odrodzenia Polski
- Srebrny Krzyż Zasługi
- Medal 10-lecia Polski Ludowej (1955)[2]
- Odznaka 1000-lecia Państwa Polskiego (1966)[3]